# Fernand Wambst
Fernand Wambst (Colombes, 26 de desembre de 1912 - Blois, 9 de setembre de 1969) va ser un ciclista francès. Estava especialitzat en el ciclisme en pista. Els seus germans Auguste i Georges també foren ciclistes.
Després de la seva carrera, es va convertir en entrenador i va participar en curses de mitja distància com a pilot de derny, en particular per a Eddy Merckx. Morí accidentalment durant una d'aquestes curses, al velòdrom de Blois, quan Marcel Reverdy, pilot de Jiri Daler, tocà la barana i provocà la caiguda de Merckx i Wambst, que morí a l’instant.

## Palmarès
- 1937
  - 1r al Premi Goullet-Fogler (amb Émile Diot)
- 1938
  - 1r als Sis dies d'Indianapolis (amb Henri Lepage)
- 1940
  - 1r al Premi Dupré-Lapize (amb Émile Diot)
- 1942
  - 1r als Sis dies de Buenos Aires (amb Antonio Bertola)